# Steve Moses
Steve Moses (né le 9 août 1989 à Leominster dans l'État du Massachusetts aux États-Unis) est un joueur professionnel américain de hockey sur glace. Il évolue au poste d'ailier droit.

## Biographie
Après avoir joué avec les Bruins Junior de Boston dans l'Eastern Junior Hockey League (EJHL), Steve Moses rejoint à partir de la saison 2008-2009 l'Université du New Hampshire en jouant pour l'équipe de hockey des Wildcats du New Hampshire. Il joue quatre saisons avec les Wildcats et à sa dernière saison, en 2011-2012, il inscrit 22 buts pour devenir le meilleur buteur de l'équipe et troisième dans la division Hockey East.
En mars 2012, il signe un contrat d'essai avec le Whale du Connecticut de la Ligue américaine de hockey (LAH). Il joue avec l'équipe huit matchs de saison régulière et un match éliminatoire et marque deux buts.
Le 14 mai 2012, il commence sa carrière européenne en signant avec le club finlandais, les Jokerit, de la SM-liiga. En 2014, alors que les Jokerit intègrent la Ligue continentale de hockey (KHL), il termine lors de cette saison en tant que meilleur buteur de la ligue avec 36 buts. Il réalise 57 points en 60 matchs et termine septième parmi les meilleurs pointeurs de la ligue en saison régulière. Agent libre, il signe le 9 avril 2015 un contrat d'un an d'une valeur d'un million de dollars avec les Predators de Nashville pour la saison 2015-2016.
Il représente pour la première fois les États-Unis à l'occasion du championnat du monde 2015 qui se tient en République tchèque. Les Américains remportent la médaille de bronze à la suite d'une victoire 3-0 en finale de consolation face à la République tchèque.

## Statistiques

### En club
| Saison    | Équipe                    | Ligue    |    | Saison régulière | Saison régulière | Saison régulière | Saison régulière | Saison régulière |   | Séries éliminatoires | Séries éliminatoires | Séries éliminatoires | Séries éliminatoires | Séries éliminatoires |
| Saison    | Équipe                    | Ligue    | PJ | B                | A                | Pts              | Pun              | PJ               | B | A                    | Pts                  | Pun                  |                      |                      |
| 2005-2006 | Bruins Junior de Boston   | EJHL     | 7  | 0                | 2                | 2                | 0                | -                | - | -                    | -                    | -                    |                      |                      |
| 2006-2007 | Bruins Junior de Boston   | EJHL     | 45 | 26               | 21               | 47               | 26               | 4                | 2 | 3                    | 5                    | 4                    |                      |                      |
| 2007-2008 | Bruins Junior de Boston   | EJHL     | 45 | 11               | 36               | 47               | 22               | 4                | 1 | 3                    | 4                    | 0                    |                      |                      |
| 2008-2009 | Wildcats du New Hampshire | NCAA     | 33 | 5                | 8                | 13               | 6                | -                | - | -                    | -                    | -                    |                      |                      |
| 2009-2010 | Wildcats du New Hampshire | NCAA     | 39 | 6                | 18               | 24               | 20               | -                | - | -                    | -                    | -                    |                      |                      |
| 2010-2011 | Wildcats du New Hampshire | NCAA     | 39 | 14               | 12               | 26               | 23               | -                | - | -                    | -                    | -                    |                      |                      |
| 2011-2012 | Wildcats du New Hampshire | NCAA     | 37 | 22               | 13               | 35               | 16               | -                | - | -                    | -                    | -                    |                      |                      |
| 2011-2012 | Whale du Connecticut      | LAH      | 8  | 2                | 0                | 2                | 2                | 1                | 0 | 0                    | 0                    | 0                    |                      |                      |
| 2012-2013 | Jokerit Helsinki          | SM-liiga | 55 | 22               | 16               | 38               | 24               | 2                | 0 | 0                    | 0                    | 0                    |                      |                      |
| 2013-2014 | Jokerit Helsinki          | Liiga    | 42 | 12               | 11               | 23               | 14               | 1                | 0 | 0                    | 0                    | 0                    |                      |                      |
| 2014-2015 | Jokerit Helsinki          | KHL      | 60 | 36               | 21               | 57               | 20               | 10               | 5 | 2                    | 7                    | 6                    |                      |                      |
| 2015-2016 | Admirals de Milwaukee     | LAH      | 16 | 2                | 5                | 7                | 6                | -                | - | -                    | -                    | -                    |                      |                      |
| 2015-2016 | SKA Saint-Pétersbourg     | KHL      | 21 | 10               | 6                | 16               | 0                | 13               | 2 | 4                    | 6                    | 4                    |                      |                      |
| 2016-2017 | SKA Saint-Pétersbourg     | KHL      | 24 | 3                | 7                | 10               | 8                | -                | - | -                    | -                    | -                    |                      |                      |
| 2017-2018 | Americans de Rochester    | LAH      | 29 | 7                | 9                | 16               | 4                | -                | - | -                    | -                    | -                    |                      |                      |
| 2017-2018 | Jokerit Helsinki          | KHL      | 13 | 4                | 1                | 5                | 4                | 11               | 3 | 3                    | 6                    | 3                    |                      |                      |
| 2018-2019 | Jokerit Helsinki          | KHL      | 59 | 15               | 25               | 40               | 20               | 4                | 0 | 0                    | 0                    | 0                    |                      |                      |
| 2019-2020 | Jokerit Helsinki          | KHL      | 43 | 7                | 10               | 17               | 20               | 2                | 0 | 1                    | 1                    | 4                    |                      |                      |
| 2020-2021 | SC Rapperswil-Jona Lakers | LNA      | 42 | 12               | 17               | 29               | 18               | 11               | 3 | 4                    | 7                    | 6                    |                      |                      |
| 2021-2022 | SC Rapperswil-Jona Lakers | LNA      | 3  | 0                | 0                | 0                | 0                | 1                | 0 | 0                    | 0                    | 0                    |                      |                      |
| 2021-2022 | HC Ambrì-Piotta           | LNA      | 8  | 3                | 1                | 4                | 0                | -                | - | -                    | -                    | -                    |                      |                      |
| 2022-2023 | HPK                       | Liiga    | 55 | 13               | 17               | 30               | 20               | -                | - | -                    | -                    | -                    |                      |                      |

### En équipe nationale
| Année | Équipe     | Compétition          |   | PJ | B | A | Pts | Pun                |  | Résultat |
| 2015  | États-Unis | Championnat du monde | 7 | 1  | 1 | 2 | 0   | Médaille de bronze |  |          |